# Часовня-усыпальница Виткевичей
Часовня-усыпальница Виткевичей — католическая часовня на Кальварийском кладбище в Минске, расположена в восточной его части, напротив другой часовни. Возведена во второй половине XIX века, и служит гробницей Виткевичей, о чем свидетельствует беломраморная мемориальная доска над входом.

## Архитектура

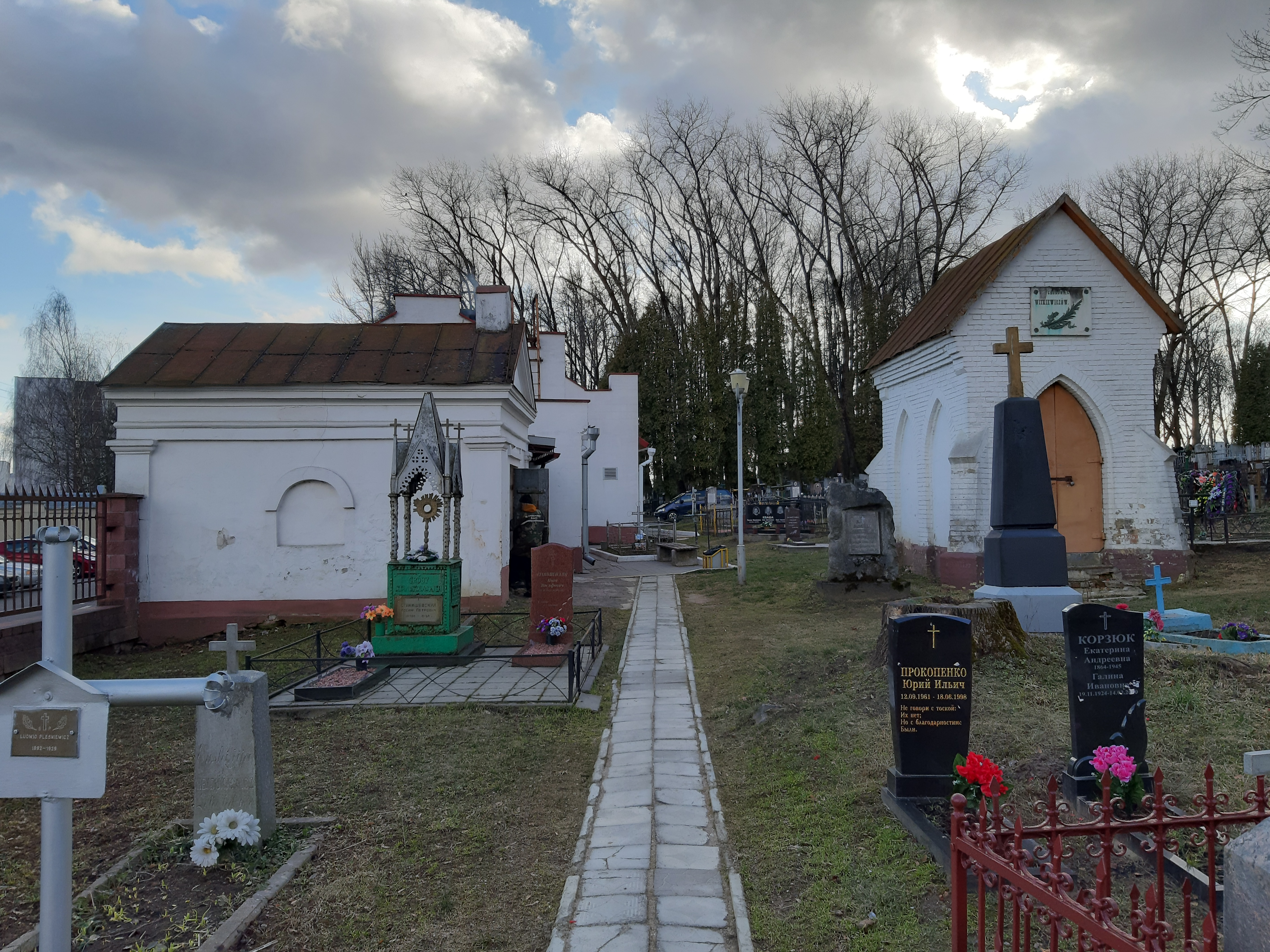
Часовни в стиле классицизма и неоготики

Памятник ретроспективной готической архитектуры. Кирпичная часовня прямоугольная в плане с компактным объемом под двускатной крышей. Входной проем и ниши боковых фасадов остроконечной готической формы. Углы укреплены контрфорсами, а изнутри перекрыты сводом.